# Metallic Falcons
Metallic Falcons to projekt muzyczny powołany do życia przez Sierrę Casady (CocoRosie) oraz Matteah Baim (szefowa wytwórni Voodoo Eros).

## Dyskografia
- Desert Doughnuts (2006) wytwórnia Voodoo Eros